# エドゥアルト・ヒーリ
エドゥアルト・アナトリエヴィチ・ヒーリ(露: Эдуард Анатольевич Хиль, ラテン文字転写の例: Eduard Anatolyevich 
Khil, 1934年9月4日-2012年6月4日)は、ロシアのバリトン歌手。スモレンスク生まれ。ロシア連邦共和国から人民芸術家の称号を授与された人物である。
ヒーリは、1976年に録音され2010年にインターネット上で国際的に流行した楽曲「やっと家に帰れてとてもうれしい」の歌手として知られている。"Trololol"、"Trololo"もしくは「ロシア版リックロール」とも呼ばれるこの楽曲はインターネット・ミームとなり、インターネット上の荒らし(troll)と広く結び付けられるようになった。

## 伝説

### インターネット上の動画
2009年、ヒーリが歌う楽曲「やっと家に帰れてとてもうれしい(Я очень рад, ведь я наконец возвращаюсь домой)」の1976年の動画がYouTubeへアップロードされ、この動画は"Trololololololololololo"または"Trololo"として知られるようになった。"Trololo"はヒーリの独特の発声を表すオノマトペである。この奇妙でキャッチーな動画はすぐさま拡散され、ヒーリは"Mr. Trololo"や"Trololo Man"といった名で知られるようになった。
この楽曲はアルカージイ・オストロフスキーによって書かれたものである。ヒーリの他にも、ヴァレリー・オボジンスキー、ハンガリーの歌手コーシュ・ヤーノシュや、ソ連のテレビ番組「青い灯」に出演したムスリム・マゴマエフらがこの楽曲を歌っている。ヒーリによれば本来この楽曲には歌詞があり、馬に乗ったカウボーイが牧場へ向かう物語なのだという。